# Paul Nemenyi
Paul Felix Nemenyi (in ungherese Pál Neményi; Fiume, 5 giugno 1895 – Washington, 1º marzo 1952) è stato un fisico e ingegnere ungherese.
Nasce a Fiume da una famiglia di origini ebraiche.
Dal 1912 al 1918 studia all'Università Loránd Eötvös di Budapest dove si laurea in Ingegneria.
Nel 1922 ottiene una cattedra all'Università tecnica di Berlino.
Nel 1939 a causa delle persecuzioni naziste, si rifugiò dapprima a Copenaghen e poi emigrò negli USA dove insegnò nelle Università dello Iowa e del Colorado. Inoltre ebbe un importante incarico presso il Naval Ordnance Laboratory di White Oak in Maryland.
Diede contributi scientifici molto importanti principalmente nel campo della dinamica dei fluidi.
È altresì noto per essere stato, con tutta probabilità, il padre biologico del campione di scacchi Bobby Fischer.